# JT女性社員逆恨み殺人事件
JT女性社員逆恨み殺人事件（ジェイティーじょせいしゃいんさかうらみさつじんじけん）は、1997年（平成9年）4月18日夜に東京都江東区大島六丁目の団地で発生した殺人事件。
1989年（平成元年）12月に強姦致傷事件などを起こし、懲役7年の刑に処された男M（本事件当時54歳）が、同事件の被害者である女性A（本事件当時44歳：日本たばこ産業 (JT) の社員）が被害を警察に届け出たことを逆恨みし、出所後にAを刺殺した事件である。本事件はマスメディアにより「逆恨み殺人事件」「お礼参り殺人事件」などとして大きく報道され、近隣住民に恐怖感を与えるとともに、一般社会にも大きな不安感・衝撃を与えた。
本事件で殺害された被害者は1人だが、刑事裁判では殺人の高度な計画性、犯行動機の悪質性、Mに殺人前科があることなどが重視され、Mは2004年（平成16年）11月に最高裁で死刑が確定、2008年（平成20年）に死刑を執行されている。辻原登の長編小説『寂しい丘で狩りをする』は、本事件がモデルになっている。

## 概要
本事件の犯人である男M（本事件当時54歳：殺人で懲役10年に処された前科あり）は、1989年12月、JTに勤めていた女性A（当時37歳）に対する強姦致傷事件を起こした。そして、その事件を種にAを恐喝したが、Aによって警察に通報されたことで逮捕・起訴され、懲役7年の刑に処された。しかし、Mは服役中もAの通報を逆恨みし続けており、1997年2月に札幌刑務所を出所した後、Aの居宅を探し出し、Aを包丁で刺殺した。
日本では1983年（昭和58年）7月8日、最高裁から連続射殺事件の被告人・永山則夫に言い渡された上告審判決（通称「永山判決」）で、死刑選択の許される基準として「永山基準」が示されて以降、殺害された被害者が1人の場合、特に利欲的目的でなければ死刑が回避される傾向にあるなどと分析されていたが、本事件で検察官は、Mが自己中心的な動機から周到な準備の下、強固な殺意に基づいて犯行に至ったことを主張し、被告人Mに死刑を求刑した。第一審（東京地裁）は1999年（平成11年）5月、死刑を求めた検察官の主張を「傾聴に値する」とした一方、「緻密で周到な計画に基づく犯行とは言い難い」と指摘した上で、被害者が1人である点や、保険金・身代金目的などの利欲的動機に基づくものではないことなどを理由に死刑を回避し、被告人Mを無期懲役にする判決を言い渡した。しかし検察官が控訴したところ、翌2000年（平成12年）2月に東京高裁は、「殺害された被害者が1人でも、死刑選択がやむを得ない場合はある」と指摘した上で、「高度な計画性による犯行であり、動機の悪質さは保険金目的や身代金目的の殺人と変わらない」として原判決を破棄自判し、Mを死刑にする判決を言い渡した。M側は上告したが、2004年（平成16年）10月に最高裁で上告棄却の判決を宣告され、同年11月に死刑が確定。殺害された被害者が1人で、利欲的動機（身代金目的など）でない事件としては異例の死刑確定となった。死刑囚（死刑確定者）となったMは2008年（平成20年）2月1日、東京拘置所で死刑を執行された。
また、本事件をきっかけに、犯罪被害者保護制度の不備が指摘され、2000年5月には犯罪被害者保護法が、2001年（平成13年）10月には「出所情報通知制度」（被害者側に加害者の出所時期・居住地を通知する制度）がそれぞれ導入された。丸山佑介は、本事件を「刑事司法制度の根幹を揺るがしかねない殺人事件」「刑事事件の被害者が、犯人を告発したために殺される。その不条理な筋書きに、世間が震撼した事件だった。」「刑事事件の被害者保護、また再犯の防止という点でも、非常に大きな意味を持つ事件だった。」と評している。

## 犯人M
本事件の犯人は、男M・T（1942年〈昭和17年〉5月15日 - 2008年〈平成20年〉2月1日、以下「M」と表記）である。逮捕当時は54歳、千葉県船橋市咲が丘四丁目在住の土木作業員だった。2008年2月1日、東京拘置所で死刑を執行されている（65歳没）。
Mは1942年5月15日、当時日本統治下にあった朝鮮の京城府で、5人兄弟姉妹の次男として出生。終戦後、家族とともに日本に引き揚げ、1947年（昭和22年）ごろから福岡県戸畑市（現：北九州市）に居住、1958年（昭和33年）3月に戸畑市立の中学校を卒業している。その後、九州などで映写技師見習い、塗装店や映画館の従業員などの職を転々とした。1976年（昭和51年）8月までに、山口県下関市内で窃盗の前歴が2回あった。

### 殺人前科
Mは1976年8月、広島県広島市で女子高生X（当時16歳：高校2年生、福岡県中間市在住）を殺害したとして、懲役10年に処された前科があった。
1976年8月6日、下関市内のストリップ劇場で照明係として働いていたM（当時34歳）は、下関市内の喫茶店で、家出中の少女Xと偶然知り合い、肉体関係を持った。Mは同日、勤務先のストリップ劇場に「ストリッパーを1人雇ってくれ」とXを紹介したが、未成年であることを理由に断られた。同月10日、MはXとともに広島市内に来て、広島市田中町（現：広島市中区田中町）のホテルに投宿したが、市内での職探しがうまくゆかず、同月11日夜（殺人事件の前夜）にはホテル近くの食料品店でパンと牛乳を購入した際、「値段が高い」と文句をつけていた。
8月12日6時ごろ、Mは投宿先のホテルで、「大阪に一緒に行こう」とXを説得した。しかし、Xは既に両親のもとに帰る気持ちを固めていたため、Mの申し出を拒否した。Mはその態度を冷淡なものと受け取り、Xに対する恋着の情を憎悪に転じさせるとともに、Xが自己の思い通りにならない憤激も加わり、確定的殺意のもとにXの首に浴衣の腰紐を巻き付け、強く絞めつけてXを殺害した。その後、Mはホテルから逃走し、大阪府大阪市港区市岡二丁目の簡易宿泊所に「生田安治郎」の偽名で宿泊しつつ、雑役夫として働いていたが、広島県警（捜査一課・広島東警察署）によって指名手配され、同月25日に潜伏先の簡宿で逮捕された。当時の所持品は事件現場になったホテルのマッチ1個と、事件を報じた新聞の切り抜き3枚、そして所持金300円のみだった。
この事件でMは殺人罪に問われ、1977年（昭和52年）1月14日、広島地方裁判所（雑賀飛龍裁判長）から懲役10年（求刑：懲役12年）の実刑判決を言い渡された。同判決は同月29日付で確定し、Mは1984年（昭和59年）12月20日に仮出獄するまで、岡山刑務所に服役した。

### 出所後
Mは出所後、船橋市内へ転居していた両親のもとに身を寄せ、地元の映画館で映写技師として稼働した後、東京都内で住み込みの建設作業員などとして働くようになった。しかし、1987年（昭和62年）末から1988年（昭和63年）初めにかけ、自動車を盗んだ上に無免許運転したとして、1988年3月10日、東京地方裁判所で懲役1年2月に処され、府中刑務所で服役している。1989年（平成元年）2月15日に府中刑務所を仮出獄して以降、東京都江東区内に事務所を置く建設会社で、建設作業員として働いていた。

## 被害者A
被害者である女性A（44歳没）は、埼玉県で農家の三女として生まれ育ち、1971年（昭和46年）に同県の県立商業高校を卒業後、JTの前身である日本専売公社に入社。主に東京専売病院で事務職を担当していたが、1996年（平成8年）7月にJT東京支店に異動し、それ以降は女性社員の産休や育児休暇の事務を取り扱っていた。1989年夏から、事件現場となった大島六丁目団地に1人で住んでいた。
明るい性格で、真面目に働くという評価が高く、しばしば実家を訪れては、夫（Aの父親）を亡くした母親のために孝行していた。一方、縁談の話が何度かあったが、相手はいずれも農家の長男だったため、「仕事を辞めてまで結婚する気はない」と独身で居続けていた。また、個人的に女性の地位や権利を向上させる運動に興味を持ち、「均等法ネットワーク」「女性問題フォーラム」などの会合に参加し、女性問題についての活動にも熱心に取り組んでいた。

## 強姦致傷事件
Mは1989年（平成元年）12月19日1時ごろ、江東区大島六丁目のバス停付近（後の事件現場付近）で、タクシーを待っていたところ、タクシーから下車する女性Aを見掛けた。Aは当時、やや酒に酔っており、Mから飲食に誘われるとそれに応じ、自宅である大島六丁目団地から徒歩2、3分の距離にある飲食店でともに酒を飲み、2時ごろに退店した。この時、MはAから「どこに住んでんの？」「仕事は何？」などと聞き、彼女が大島六丁目団地で1人暮らししていることを聞き出している。同団地は、7棟（2,000戸以上）からなる団地だった。
その後、MはAをホテルに誘うが、Aはこれを拒否し、自宅とは別方向に歩いて行った。しかし、MはAから拒絶されてもなお、つきまといながら誘い続け、Aが団地脇の暗がりに差し掛かったところ、突然抱きついてキスを迫った。Aは拒否し、Mの腕を振り払って逃げようとしたが、Mは路上でAの首を両手で強く絞めつけ、失神させた上で、付近に落ちていた電気コードでAの首を強く絞めるなどの暴行を加え、Aを強姦した。強姦中にAの首を絞めた理由は、性的快感を高めるためで、Aは首に全治約2週間の怪我（頚部縊創など）を負った。
Aを強姦した後、MはAの財布などが入ったショルダーバッグ1個を盗み、失神した状態のAを半裸のまま戸外に放置して逃走した。また、そのショルダーバッグの中に入っていた手帳などから、Aの電話番号を知ることになる。その後、Aは失神して現場で倒れているところを通行人に発見されたが、意識を回復してからも自分が強姦されたかどうかも判然としていない状態で悩んでいた。しかし数日後、Mは強姦したことを種にAから金を喝取しようと考え、Aに電話した。その電話の内容は「あんたの出方次第では、強姦されたことを会社の人に言うよ」「君の秘密を10万円で買ってくれ」「警察に言えばどんな目に遭うかもしれないぞ」というもので、同月29日10時、A宅（大島六丁目団地）の最寄り駅である大島駅（都営地下鉄新宿線）の改札口付近で現金を受け渡すよう指定した。
Aは強姦されたことを家族らにも打ち明けず、独り自分の胸の内に隠し通そうとしていたが、勇気を奮い、警視庁城東警察署に被害届を出したため、Mは同月29日、現金の受け渡し場所に現れたところ、張り込んでいた捜査員によって逮捕された。この事件で強姦致傷・窃盗・恐喝未遂の罪に問われたMは、1990年（平成2年）3月13日に東京地方裁判所で懲役7年の刑に処され、同月28日付で判決が確定。札幌刑務所に収容された。
Mはこの事件で逮捕されて以降、表面上は反省の態度を見せていたが、実際には逮捕された直後から、「Aが警察に届けないという約束を破ったからだ」「Aは自分を裏切った」と決めつけ、Aに激しい憤りを覚えるとともに、自分の言葉が脅しではないことを思い知らせなければならないなどと考え、出所した暁には恨みを晴らすためにAを殺害しようと決意した。また、判決を言い渡された直後に東京拘置所で、同房の未決囚から懲役7年の刑について「普通より1年か2年重い」と言われたことや、そのような重い刑を気候の厳しい札幌刑務所で受けることになったことから、「Aが自分を裏切って警察に届け出たから、自分はつらい思いをしなければならなくなった」などと恨みを募らせ、服役中も一貫して、出所後にAを殺害しようという決意を持ち続けていた。Mは7年間の服役中、計13回の懲罰を受け、服役中の大半を独居房で過ごしていた。

## お礼参り殺人

### 殺人計画
Mは1997年2月21日、札幌刑務所を満期出所すると、同日中に札幌駅から上野駅行きの夜行列車に乗車し、翌22日朝に上野駅に到着。同日、母が住んでいた船橋市内の県営住宅に身を寄せ、翌23日、強姦致傷事件を起こした夜にAから聞き出した言葉を頼りに、大島六丁目団地へ行き、2号棟1階にあった集合郵便受けを見てAの名前を探したが、同日は見つけられなかった。Mは同日を含め、「住人でもない自分が〔Aの居室を〕調べ回っていると怪しまれる」と考えたため、1日1棟に限定し、7棟（2,000戸以上）からなる大島六丁目団地で、各棟1階の集合郵便受けを調べ続けた。
一方で同月24日以降は、かつて勤務したことのある設備会社（東京都墨田区錦糸）で作業員として働くようになり、同年3月1日、休憩時間中に作業現場付近のディスカウントショップで、Aの殺害に用いる凶器として包丁（刃体の長さ約20.9 cm）1本とペット用ロープ2本を購入。当時は殺害方法について、包丁で刺し殺すという手段だけでなく、絞殺も考えており、ロープはそのための凶器として用意したものだった。その後、Mは錦糸の設備会社を辞め、同月14日以降は江戸川区内の建設会社で社員寮に住み込みながら、建設作業員として働き始めたが、同月16日ごろには仕事の休みを使い、再び大島六丁目団地でAの住居を探した。この時もAの名前は見つけられなかったが、同年4月7日ごろにも再び仕事の休みを利用して団地へ行き、1号棟1階の集合郵便受けを見て回ったところ、410号室の郵便受けに「A」と表示されていることを確認した。Aの住居を突き止めたと思ったMは、「5月の連休になればAが不在になる虞がある」と考えたため、その前に殺害を実行することを考えた。その実行日は4月18日で、殺害方法は、Aが出勤もしくは帰宅する途中を狙って包丁で刺殺するというものだった。
4月13日ごろ、Mは滑り止めの目的で包丁の柄の部分に黒いビニールテープを巻き付けたほか、17日ごろには包丁を持ち運ぶ際に隠すため、生活情報誌を使って包丁の鞘を作った。また、犯行後に社員寮を引き払うことを考え、衣類の一部を手提げ袋の中に入れ、本八幡駅（千葉県市川市）のコインロッカーに預けた。

### 事件当日

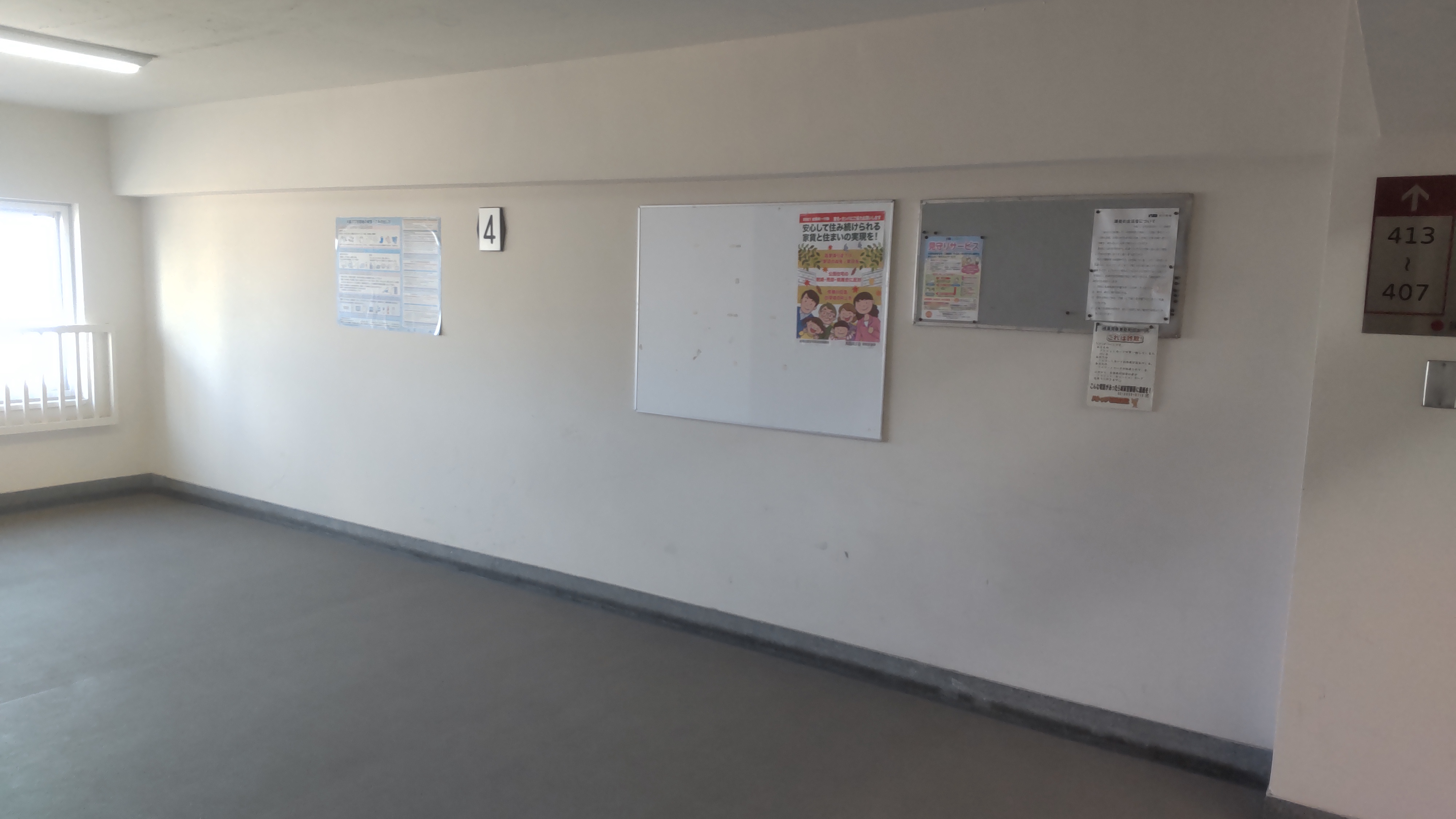
事件現場となった大島六丁目団地1号棟のエレベーターホール。事件から約2か月経過した時点でも、壁にはAの血糊や、警察が犯人の指紋や掌紋を採取するために塗布した青い薬液が残っていた。

そして、事件当日の4月18日6時45分ごろ、Mは鞘に入れた包丁を持って社員寮を出て、大島六丁目団地に向かった。7時30分ごろ、Mは1号棟410号室前に到着すると、玄関の表札を見てAの住居であることを確認したが、室内の明かりでAがまだ在室していると考え、人目につかないよう、同室から十数メートル離れた1号棟4階北側の非常階段の踊り場で待機した。そして、Aが部屋から出てきたところを狙い、エレベーターに乗る前に殺害することを決め、その前に7年前の強姦致傷事件の被害者Aであることを本人から確認した上、「約束を破って警察に届け出た恨みを晴らしに来た」と伝えるという手順を決めた。8時ごろ、Aが部屋から出てきたため、Mはすぐに彼女の後を追い掛け、背後数メートルまで近づいたが、エレベーターホール横の中央階段付近から、階段を降りてくる人の足音が聞こえた。目撃されることを恐れたMが一瞬怯んで立ち止まったところ、Aはその間にエレベーターに乗り、そのままタクシーで団地を発った。
このため、MはAの帰りを待ち伏せて殺害する計画に変更し、包丁を着ていたセーターに包むと、Aの部屋の玄関脇にあったメーターボックスの中に隠した。その後、付近の酒屋で酒を買って飲んだり、社員寮に帰って昼寝をしたりして時間を潰し、19時過ぎごろ、再びAの部屋の前に戻ってきた。室内はまだ暗かったため、Mは「Aはまだ帰宅していない」と考え、メーターボックスの中から包丁を取り出してベルトに挟み、1号棟4階南側の非常階段の踊り場などで、Aが戻ってくるのを見張っていた。一方、Aは同日18時10分、勤務先（渋谷区南平台）を退社し、港区で開かれた「女性問題フォーラム」に、女性の知人たちとともに参加。20時50分ごろ、営団地下鉄（現：東京メトロ）永田町駅で友人と別れていた。
21時過ぎごろ、Mは団地内の広場付近を1号棟に向かって歩いてくるAの姿を見つけたため、エレベーターに乗って1階まで下りた。1階に到着すると、開いたドアの先にAが立っていたため、Mは「殺害するのに良い機会だ」と考え、エレベーターに乗ったまま、Aが乗り込んでくるのを待った。そして、エレベーターに乗ったAに「何階ですか」と声を掛け、「4階をお願いします」という返答に応じて4階のボタンを押した。エレベーターが上昇を始めると、Mは「Aさんですか」と尋ね、彼女がA本人であることを確認した後、「俺のことを覚えているかい」と話し掛けた。Aは思い出しかねる様子で、首を傾げながらMの顔を見ていたが、Mは隠し持っていた包丁の柄を右手で掴み、鞘からゆっくり引き抜きつつ、「7年前の事件のことは覚えているか」と低い声で脅した。これに対し、Aは悲鳴を上げながら、突然Mに飛び掛かり、Mの右手から包丁を奪い取った。エレベーターが4階に到着してドアが開くと、AはMから奪い取った包丁を手にしたままエレベーターから降り、「助けて、殺される」などと大声で叫びながら、4階エレベーターホール北側の壁際まで後ずさりしていった。このようなAの思わぬ抵抗に動揺したMだったが、「Aを殺害する機会は今しかない。少しくらい怪我をしてでも殺害しよう」と考え、自分を近づけまいと小刻みに包丁を突き出すなどしていたAに飛びつき、エレベーターホール北側の壁に抑えつけると、その左手から包丁を奪い返した。そして、包丁でAの左下腹部・腹部中央部・右胸・左胸を続けざまに力いっぱい突き刺し、心臓に達する致命傷を負わせた。
MはAに致命傷を負わせたことを確認すると、Aの手から落ちたハンドバッグを盗んだ。そして階段を降り、凶器の包丁を携え、大島駅付近から約3 km離れた船堀駅（都営地下鉄新宿線）付近までタクシーに乗車して逃走したが、その料金はAから盗んだ現金で支払っていた。なお、事件直後に現場で確認された犯人の血痕（Aと異なる血液型の血痕）は、現場である4階エレベーターホールから大島駅構内まで続いていたため、Mはいったん駅構内に入ったが、地下鉄での逃走を断念してタクシーで逃走したと推測されている。また、凶器の包丁やAから奪ったハンドバッグなどは、自宅付近にあった駅のコインロッカーに隠した。

## 捜査
21時20分ごろ、Aの悲鳴を聞いた4階の住人が110番通報した。この通報者は、壁に背をつけ、大量出血して倒れているAを見て「大丈夫ですか」と声を掛けたが、この時点でAは既に虫の息であり、22時39分ごろ、東京都立墨東病院（東京都墨田区江東橋四丁目23番15号）で失血死した。
警視庁捜査一課と城東警察署は殺人事件として、特別捜査本部を設置。現場の状況から、Aがエレベーターから降りた直後に襲われたことが推定され、また傷が心臓まで達していたことなどから、Aに恨みを抱いていたものが待ち伏せして殺害した疑いが強いと見て捜査を進めたところ、Mが捜査線上に浮上。また事件直後、不審な男が大島駅付近から船堀駅付近までタクシーに乗車していたことが判明したが、タクシー運転手の証言から、その男はMに似ていること、そしてそのタクシーの座席カバーなどに付着していた血痕は、殺害現場付近（大島駅までの路上など）に遺されていた血痕と同一人物のもので、かつMと同じ血液型であることも判明した。このことから、特捜本部はMの行方を追いつつ、現場に残された掌紋などからも、Mの犯行を裏付けた。そして4月26日午後、Mは船橋市の自宅に戻ったところ、張り込んでいた捜査員によって発見され、同日夜に殺人容疑で逮捕された。東京地方検察庁は1997年5月16日、Mを殺人罪で東京地方裁判所へ起訴した。

### Mの供述
逮捕直後、Mは取り調べに対し、「〔犯行動機について〕7年前の事件のことを謝ろうと思ってAを待ち伏せしたが、騒がれたので殺した」「ビルの一部解体作業があり、その際、現場で今回凶器に使った柳刃包丁を見つけたのです」などと、事実に反することを交え、「隠したいことは隠し、捜査官の出方を計りつつ」供述した。しかし、「謝罪に行く」ために包丁を所持していた点や、犯行の1週間前からA宅を下見するなど、不自然な点が多かったため、特捜本部は「以前の強姦致傷事件などでAから告訴されたことを逆恨みし、Aを殺害した疑いが強い」として追及した。結果、Mは「Aのせいで刑務所暮らしになり、恨みを晴らすためにやった」と、逆恨みが動機であることを認める供述をした。
なお、Mは逮捕直後に接見した当番弁護士から「本件は極刑もあり得る」と指摘されていたが、検察官の取り調べに対しては一貫して、「強姦致傷などで逮捕されたときから、約束を破った仕返しに〔A〕さんを必ず殺すという決意があった」「〔A〕さんが警察に訴えないと約束したにもかかわらず、警察に通報して警察官に私を待ち伏せ、逮捕させた行為が許せなかった」などと供述しており、その際には前件で逮捕されてから犯行時までの状況について、自己の心情を交えつつ具体的・詳細に供述していた。一方、捜査官から嫌疑を掛けられた強姦目的や強盗目的は明確に否定し、検察官に対しては「服役中、俺を裏切った〔A〕を殺すという気持ちで頭が一杯であったわけではありません。むしろ、刑務所での日々を過ごすことに気持ちを使っていたことも多かったのです」などと、一方的に不利益にならないような供述もしていた。
その後、第一審の公判では「犯行直前まで、殺意は五分五分（不確定）だった」という旨を供述する一方、「捜査段階のときは自分の本音を吐いたと思います」「〔前件で逮捕された際〕まんまと裏切られたもんで、必ずぶっ殺してやると考えたんです」「〔服役中も〕出たら復讐することを考えていた」「〔出所後、被害者を殺してやろうという気持ちが〕根強く残っていた」「彼女の居場所がはっきりわかった時点で、また煮えくり返るものが発生したんですね」などと、前件で逮捕された時点からAの殺害を決意し続けていたことを認めるような供述を随所でしていた。

## 刑事裁判
「永山判決」（1983年7月8日）から1998年（平成10年）4月までに、1人のみを殺害した被告人の死刑が確定した事例（検察官の控訴趣意書に添付された「殺害された被害者が一名の死刑確定事件一覧表」による）は計15件あったが、その内訳は身代金目的の殺人が5件、強盗殺人・未遂が7件（8人）、保険金目的が1件、強姦あるいは強制わいせつ関係が2件で、本事件のような利欲目的でも、性犯罪を含むものでもない1人殺害の単純殺人事件に対し、死刑が選択された事例は皆無だった。
また、1996年版『犯罪白書』によれば、1985年（昭和60年）から1994年（平成6年）までの10年間に、被害者1人の殺人事件（強盗殺人・強盗致死は含まない）で死刑判決を言い渡された被告人は8人いたが、いずれも強盗殺人の前科があったり、身代金・生命保険金が目的だった事例であり、本事件のように単純な殺人で死刑を適用された事例はなかった。
司法研修所 (2012) は、1970年度（昭和45年度）以降に判決が宣告され、1980年度（昭和55年度） - 2009年度（平成21年度）の30年間にかけて死刑や無期懲役が確定した死刑求刑事件（全346件／うち193件で死刑が確定）を調査し、殺害された被害者が1人の殺人事件（強盗殺人は含まない）で死刑が確定した事件は全48件中18件（全体の38％）と発表している。その大半は、無期懲役刑の受刑者が仮釈放中に殺人を再犯した事例（5件）、事前に被害者の殺害を計画していた身代金目的誘拐殺人（5件）、保険金殺人（2件）であった。

### 第一審
本事件の刑事裁判の第一審は、東京地方裁判所刑事第5部に係属した。事件番号は、平成9年(合わ)第133号。被告人Mの弁護人は、国選弁護人の石川弘が担当した。
初公判は同年7月3日、東京地裁（三上英昭裁判長）で開かれ、罪状認否で被告人Mは起訴事実を全面的に認めた。一方、弁護人は「Mは報復しようという強度の視野狭窄に陥り、精神病様の状態にあった」として、事件当時のMには完全な責任能力がなかった旨を主張した。弁護人はその後、殺意の存在そのものは争わなかったが、以下の点を争点とした。
- 殺意の形成過程 - 犯行当夜にAと対面するまでは未だ被害者の殺害を決意しておらず、Aが包丁を奪い取るなどの予想外の行動に出たことから、パニック状態に陥って殺害を決意した[3]。
- 責任能力 - Aに包丁を奪い取られるなど、予想外の展開に気が動転し、「自分の方が殺されてしまう」という恐怖心から極度のパニック状態に陥り、さらに包丁による攻撃に対して本能的に反撃行動に出た際、右手人差指に切り傷を負ったことでいっそう逆上・激昂し、善悪の弁別能力や、それに従った自己制御能力が喪失していたか著しく減退し、いわゆる「不可逆的衝動」に支配された状況下で殺害行為におよんだ。本件殺人は正当防衛・誤想防衛・過剰防衛のいずれかに該当し、またMは犯行時、心神喪失か心神耗弱の状態にあった[75]。

#### Mの発言
なお、宇野津光緒 (1998) が傍聴した公判で、Mは検察官から「被害者である彼女が警察に被害を届けるのは当たり前ではないか。裏切ったとは、どういうことなのか？」と質問され、自分を突き放すような口調で「私の心は歪んでいる」と述べたり、弁護人から「あなたの中には破壊的なものがありますね」と指摘されたのに対し「私の生まれ持った宿命だから、仕方がない」と返したりしていた。
同年12月4日に東京地裁（山室惠裁判長）で開かれた公判では、被告人質問が行われた。同日、弁護人から犯行動機について質問されたMは、「Aが警察に通報したことを『悪かった』と言えば殺さなかった」「直前まで（殺すか否かは）五分五分の気持ちだった」などという旨を供べ、確定的な殺意を否定したほか、陪席裁判官の補充質問に対しては、「後悔している」と述べたが、山室から「『警察に届けない』というのが約束になると、君は今でも思っているのか」「相手の女性が君に会って、『申し訳ないことをした』と言うと思ったのか」などと強い口調で質され、最終的には「警察に届け出た彼女が間違っていると思うのか」という質問に答えられなかった。その後、弁護人から精神鑑定が申請され、東京地裁はこれを認めた。
また、Mは公判中、「遺族の方に申し訳なく思っています」「今は被害者に対して申し訳ないことをしたと……思っています」と供述した一方、前件（強姦致傷事件）の経緯について「彼女にも落ち度があったんじゃないかと僕は思っています。普通、見知らぬ男から声を掛けられれば注意するのが普通だと思います。ある程度歳もいってたし、そういう判断力も欠けていたんじゃないかと思います」などの供述もしていた。東京地裁 (1999) は、後者の発言を「遺族の気持ちを逆撫でするような供述をするとともに、今でも被害者の方が間違っていたと思っている旨の言語道断ともいうべき責任転嫁の供述をしている」と非難した。

#### 情状鑑定
公判中、藤田宗和と大越誠一が情状鑑定を実施したが、彼らはMが犯行当日、以下のように「Aの殺害を逡巡するような行動を見せていた」とした上で、それを根拠に「Mは前件で逮捕された際、Aに対し恨みとともに恋慕の情を抱き、それらの思いを錯綜させつつも増幅させていた。犯行時には『Aへの恨みを晴らす』という心理とともに、『もしかしたら受け入れてくれるのではないか』という幻想的な心理を持ったままAに再会したため、Aに包丁を取り上げられてパニック状態に陥り、殺害におよんだ」という内容の鑑定書を提出した。しかし、東京地裁 (1999) はMの「Aに会って謝りたい」という供述が、捜査段階や公判でのそれと矛盾することや、殺人に至るまでの一連の行動、そして以下の事情から、「鑑定人の面接時における被告人の供述には信用性のないものがあり、かつ、鑑定の前提となる事実の評価に誤りがある以上、その結論には疑問を抱かざるを得ない。そうすると、情状鑑定の結論は、被告人が当初から確定的な殺意を有していたことを覆すに足りるものではないというべきである。」という結論を出した。
| 情状鑑定が指摘した点                                              | 左に対する東京地裁の判断 |
| ----------------------------------------------------------------- | --- |
| 犯行当日の朝、Aの殺害を実行することができたのに実行しなかったこと | Mの捜査段階や公判での以下の発言から、殺害を逡巡したのではなく、目撃されることを恐れたために過ぎない。 - 検察官の取り調べ - 「中央階段を人が下りてくる足音が聞こえたのです」「もし、彼女が騒げばすぐに駆けつけられると思ったのです」 - 公判段階 - 「第三者〔から〕目撃されたりしたらまずいと思い、それで、午前中は避けたのです」 |
| 犯行当夜、エレベーターの中で直ちに犯行におよばなかったこと        | エレベーター内でのMの言動は、殺害に対する逡巡ではなく、公判段階でM自身が「7年前の事件を思い出させてから殺そうと思った」と述べているように、当初から考えていた手順に過ぎない。 |
| Aに包丁を簡単にもぎ取られたこと                                   | 現場におけるAの対応や、Mが捜査段階で「刃物を見せながら脅し文句を言い始めた時でしたので、十分に力を入れて柄を握っておらず、一瞬の隙に私の右手から抜き取られるようにして刃物を奪われたのです」と述べていることから、隙を突かれて包丁を奪われたに過ぎない。                                                                        |

#### 死刑求刑
1999年（平成11年）2月12日、東京地裁（山室惠裁判長）で論告求刑公判が開かれ、検察官は被告人Mに死刑を求刑した。同日の論告で、検察官は本事件が強固な殺意に基づき、用意周到な準備の下に行われた計画的犯行である旨を主張し、犯行動機についても「犯罪の被害を受けた者が救済を求めて捜査機関に被害を届けるのは当然の権利」とした上で、「それを逆恨みして報復するのは言語道断。わが国の刑事司法に真っ向から挑戦するに等しい反社会性の強い犯行だ」と批判した。さらに、Mに殺人前科があることや、公判でも謝罪の意を示しておらず、遺族も極刑を望んでいることなどを挙げ、「人命を軽視するMの自己中心的で冷酷かつ非情な反社会的性格は顕著で、年齢（当時56歳）を考えれば改善を期待することは不可能」と結論づけた。

#### 最終弁論
同年3月16日の公判で弁護人の最終弁論が行われ、第一審は結審した。弁護側は「永山基準」を示した最高裁判例を根拠に、殺害された被害者の数が1人であることや、犯行は単純殺人で、強盗殺人のような利欲犯ではないこと、確定的な殺意はなかったことなどを主張。「ストーカー的な行為の過程で偶発的に引き起こされたもので、いわゆる“お礼参り殺人”とは違う」として、無期懲役か長期の有期刑を求めた。
また弁護人を務めた石川弘は、「故人の名誉に関することだが反論せざるを得ない」として、「深夜に偶然出会ったMと2人で飲酒し、店を出てからも一緒に夜道を歩いたのは被害者の重大な落ち度だ」「その落ち度が強姦事件に直結し、その後ストーカー的につきまとったMから10万円を要求され、警察に逮捕されたことを恨んだMから7年半後に刺し殺される羽目になった」という弁論を行ったが、傍聴席から「ふざけるな」と声が上がった。最終陳述で、Mは「自分の歪んだ考えによる行動で、被害者及び遺族に申し訳ないことをしてしまったと深くお詫びします」と述べたが、傍聴席から「本当にそう思っているんですか！」「それで謝っているつもりか！」という怒声が上がった。これに対し、裁判長の山室は困惑の表情を浮かべながらも、「もう一回発言したら退廷させます。残念ながら遺族の方でも」と注意していた。

#### 無期懲役判決
1999年5月27日、東京地裁刑事第5部は被告人Mに無期懲役の判決を言い渡した。判決を宣告した裁判官は、山室惠裁判長と、伊藤寿・矢野直邦の両陪席裁判官で、検察官は千葉守・澤田康広の両名が出席した。
同日、山室は主文を後回しにし、以下の判決理由から判決文を朗読したが、これは死刑を回避した判決としては異例の対応だった。
殺意の形成過程に対する判断
弁護人の「Aと対面するまでは殺害を決意していなかったが、Aに包丁を奪われるなどしたことからパニック状態に陥って殺害を決意した」という主張に関しては、出所からわずか2日後に団地でAの居室を探し始めたこと、居室を特定する前に凶器の包丁などを購入していること、犯行直前には包丁の柄に滑り止めのビニールテープを巻きつけるなどしていること、そしてAを待ち伏せた上で、「7年前の事件のことを覚えているか」と言って脅していることなどを理由に退け、「札幌刑務所を出所した時点で被害者に対して確定的な殺意を抱いていた」と認定した。
また、Mの「包丁を持って犯行現場に向かった時点では殺すかどうか五分五分の気持ちであって、被害者の出方次第であり、警察に届け出たことを謝罪すれば殺害するまでのことはなかったし、包丁を抜いたのは被害者を脅すつもりであったからである」という主張については、以下のように指摘した上で、検察官に対する供述内容や、公判でも随所で前件で逮捕された時点からAへの殺意を抱き、それを持続させていたことを認める供述をしている（前述）ことなどを理由に退けた。
そして、情状鑑定における「Mは殺害を逡巡していた」となどいう指摘も退け、「前件で逮捕された時点から被害者の殺害を決意していたものと認めることができる。」と結論づけた。
責任能力に対する判断
弁護人の「Aに包丁を奪われ、右手人差し指を負傷して衝動的に殺害行為におよんだ。殺人は正当防衛・誤想防衛・過剰防衛のいずれかに該当し、Mは当時、Mは心神喪失か心神耗弱の状態だった」という主張も、Mが逃げようとするAを追い掛け、包丁を奪い返して強く突き刺したことや、Aの動きに的確・機敏に反応して殺害行為におよび、包丁を持って現場から逃走するなど、冷静かつ合目的的な行動を取っていたことなどを理由に退けた。
量刑の理由
以下の点から、「本件は誠に悪質な事案であって、被告人の刑事責任は重いというべきであるが、罪刑均衡の見地からも一般予防の見地からも極刑がやむを得ない事案であるとまでいうことはできず、被告人に対しては無期懲役刑をもって臨むのが相当であると考えられる。」と結論づけた。
Mに不利な情状
犯行動機については「脅迫という形による一方的な口止めを被害者との約束と思い込み、警察に届け出るという被害者としての当然の対応を裏切り行為と決め付けて、深く恨み、このような筋違いの恨みを殺意に転じて、実行に及んだのであり、本件殺人の動機はあまりにも理不尽、身勝手、短絡的であって、一点の酌量の余地もない。」と断じ、犯行を決意してから実行に至るまで、執念深くAの居宅を探した点などを挙げた。また犯行態様も、事件前に凶器や、犯行後に居住先を引き払うことの準備をするなど、計画性があることや、相手が7年前の事件の被害者Aであることを確認し、その事件のことを思い出させた上で殺害するという執拗かつ残忍なものであることや、犯行後の情状の悪さ（Aの所持品を殺害現場から盗み、凶器とともにコインロッカーに隠すなど）も指摘した。
その上で、以下のような事情を列挙し、「その刑責は重く、被告人を死刑に処すべきとする検察官の主張は、傾聴に値する。」と判示した。
- 被害者Aには何の落ち度もなく、遺族も極刑を望んでいる一方、Mが今なお遺族に謝罪の手紙を出したり、慰謝の措置を講じたりしていない点
- 事件の特異性や、事件が社会に与えた不安感・衝撃の大きさ
- Mが公判で、殺意の発生時期について曖昧な供述をしたり、Aに対する責任転嫁の供述をしたりなど、真摯な反省が認められない点
- Mは殺人を含めて3回実刑判決を受けた前科があるにもかかわらず、人命尊重の意識が乏しく、犯罪傾向が深化している点、および前件で服役した際も態度が芳しくなく、捜査段階で更生意欲がないことを自ら認める供述をするなど、矯正可能性が低い点

Mに有利な情状
一方、本件を「永山基準」を示した最高裁判決（1983年7月8日）と照らし合わせ、以下のように同判決以降の裁判例の事案と対比すれば、死刑選択について消極方向に働く事情として「特に重視すべきである」点も列挙した。
- 本事件はあくまで被害者1人に対する殺人・窃盗の事案である
- 動機は被害者に対する個人的な恨みであり、利欲的動機（保険金・身代金目的の殺人など）に基づくものではない
- 殺人には計画性があるが、緻密で周到な計画に基づく犯行とは言い難い

そして、捜査段階でMが一貫して事実を認めていることに加え、公判でも曖昧な供述をしながらも、大筋では事実を認め、一応は反省や謝罪の言葉を述べていることを挙げた。それらの発言については、前述のような責任転嫁の供述などから「深い自己洞察に基づく真摯な反省を表しているとはいい難いが、被告人の投げやりな性格にもかかわらずこのように述べていることや、被告人質問の最中に時折目を潤ませている様子からすると、表面を取り繕った口先だけのものと断定することはできず、被告人の中に人間性の一端がなお残っていると評価することができる」と指摘した。一方、検察官が「犯罪の被害者保護」の点を強調したことや、Mに殺人前科があることを挙げたことについては「被害者保護の問題は立法や行政上の措置に委ねるのが最も適切であって、本件の量刑判断においてこの点を考慮するにも自ずと限界がある」「〔殺人前科は〕20年以上前に起こした衝動的な単純殺人の事案であって、この点に重きを置くにも限度がある」と指摘した。
判決言い渡し後、傍聴席から「控訴しましょう」という声が上がり、東京地検は量刑不当を理由に、同年6月4日付で東京高等裁判所へ控訴した。山室は後に、本事件の審理にあたり、いずれも東京高裁で無期懲役が言い渡された被害者1人の事件である甲府信金OL誘拐殺人事件や、国立市主婦殺害事件が念頭にあり、陪席裁判官とともに主な死刑判決をすべて読み、合議した上で無期懲役の結論を導いた旨を明かした上で、「同じことをやった者には同じ刑罰を、という公平さを守るしかない。それは、ほかの裁判官でも同じ判断をするだろうかと考えることだ」と述べている。一方、弁護人は「死刑判決を覚悟していた」と振り返っている。

### 控訴審
控訴審の事件番号は、平成11年(う)第1202号で、審理は東京高等裁判所第3刑事部に係属し、仁田陸郎裁判長と、下山保男・角田正紀の両陪席裁判官が担当した。検察官の控訴趣意は、「〔本事件は〕凶悪重大事犯であり、このような報復殺人は刑事司法に対する重大な挑戦ともいうべきものであって、極刑をもって臨むよりほかないのに、原判決は、犯行の罪質、理不尽な動機、執拗で残忍な犯行態様、無惨な結果、遺族の峻烈な被害感情等について不当に軽く評価し、その一方で、殺人の被害者が一名であること、殺害動機が利欲的でないこと、緻密、周到な計画的犯行とはいい難いことなど承服し難い理由を挙げて死刑選択を回避したものであり、また死刑が適用された同種事案と比較しても量刑の均衡を著しく欠いたものであるから、被告人を無期懲役に処した原判決の量刑は、軽きに失して不当であり破棄を免れない」というものであった。
Mは控訴審でも、「本当に被害者や遺族に対して申し訳ないと思っています。私の命のある限りは被害者の冥福を祈っていきたいと思っています」などと反省の言葉を口にし、写経もしていた。しかし、控訴審判決までに遺族に対する慰謝の措置は全く取らず、第一審における「Aが警察に届け出たことを謝罪すれば、殺害するつもりはなかった」という供述も基本的に維持した。
一方で1999年11月 - 12月にかけ、最高裁は死刑求刑を退けて無期懲役を言い渡した控訴審判決（1997年 - 1998年）に対し、検察官が上告していた5事件（国立市主婦殺害事件・福山市独居老婦人殺害事件・北海道職員夫婦殺害事件など）について、相次いで判断を示していた。結果は、犯人に強盗殺人で無期懲役に処された前科があり、仮釈放中に再び強盗殺人を犯した事例である福山事件のみ破棄差戻しとなり、ほか4件についてはいずれも上告棄却の結論が出されたが、最高裁第二小法廷は国立事件の上告審判決（1999年11月29日）で「殺害されたものが1名の事案においても極刑がやむを得ない場合があることはいうまでもない」と説示し、続く福山事件の上告審判決（同年12月10日）でも、「殺害された被害者は1名であるが、被告人の罪責は誠に重大であって、特に斟酌すべき事情がない限り、死刑の選択をするほかない」と判示している。本判決でも、国立事件の判例が引用されている。

#### 死刑判決
2000年（平成12年）2月28日に控訴審判決公判が開かれ、東京高裁（仁田陸郎裁判長）は原判決を破棄自判し、被告人Mを死刑にする判決を言い渡した。同日、東京高裁は第一審と同じく、主文を後回しにして判決理由から朗読した。
まず、犯行動機については「理不尽、身勝手、短絡的なもの」であり、酌量の余地がない点を指摘した上で、Mが前件で逮捕されてから一貫してAの殺害を考え続けており、出所後に計画を具体化させた上で実行したとする原判決の判断を追認。一方で、以下の点について原判決とは異なる判断を示した。
- 計画性 - 「執念深く、強固な殺害意思とともに、周到で高度な計画性が認められるというべきである。」と判断した[42]。
- 前科・犯罪性向 - X殺害事件（殺人前科）の動機（女性に対し一方的に「裏切られた」と怒りを募らせた末に殺意を抱いた点）と本件との類似性を挙げたほか、浴衣の腰紐でXの首を絞めたという犯行態様についても、Aに対する強姦致傷事件でAの首を絞めた点や、本件でも凶器として包丁だけでなく、絞殺も想定してロープ2本を用意していた点などとともに「いずれも被告人が持つ危険な犯罪性行の徴憑として捉えられるものというべきである。」と指摘した。また、X殺害事件で出所してから本件発生まで10年あまりしか経過しておらず、その間にも強姦致傷事件を含めて2回服役したにもかかわらず、札幌刑務所を出所してからわずか2か月弱で犯行におよんだ点から、「被告人の犯罪性行は相当に深化しているものと評価しなければならない。」「原判決が、右乙川殺害事件〔＝X事件〕について、20年以上前に起こした衝動的な単純殺人の事案であるとのみ評価しているのは、これに端を発し、次第に固着した被告人の犯罪性行を見過ごすもので相当でないといわざるを得ない。」と批判した[96]。

その上で、強姦などの被害を届け出た被害者が犯人から逆恨みされ、出所直後の犯人によって惨殺されるという事件の内容が大きく報道され、社会に大きな衝撃を与えたことについて言及し、「犯罪被害者、とりわけ性犯罪被害者に被害申告を躊躇させる悪影響を与えかねないことにも一定の考慮がなされるべきで、本件は刑事司法に対する重大な挑戦であり、刑事司法制度の根幹に関わるという検察官の所論には直ちに同調できないにしても、右の意味での社会的影響には大きなものがあって無視できない。」と判示した。そして、第一審判決が「死刑選択につき消極方向に働く事情」として挙げた4事項を以下のように再検討し、「いずれも死刑の選択を避けるべき事情としては十分なものではない」として、「被告人のために酌量できる事情を最大限考慮しても、被告人に対する刑事処分は峻厳たらざるを得ない。」と指摘した。
| 原判決が「死刑選択につき消極方向に働く事情」として挙げた事項                                     | 控訴審における判断 |
| ------------------------------------------------------------------------------------------------ | --- |
| 本件はあくまでも被害者一名に対する殺人と窃盗の事案であること                                     | 被害者の数は、永山判決で死刑選択基準の1つとして示された「結果の重大性」を判断する上で重大な一要素だが、絶対的な基準とはいえず、殺害された被害者が1人でも諸般の犯情・情状を考慮して極刑の選択がやむを得ない場合もある（参照：国立市主婦殺害事件）。 |
| 動機が個人的な恨みであって、保険金目的や身代金目的の殺人のように利欲的動機によるものではないこと | MのAに対する恨みは、「通常みられる人間関係の軋轢やもつれなどに端を発する、その意味で被告人側にもなにがしか同情すべき点や酌むべき点の伴う事案」ではなく、筋違いの恨みであり、「極めて理不尽かつ身勝手なものと評するほかない、特異ともいうべき動機」であり、報復の意思の強固さ、犯行の計画性なども併せ考慮すれば、動機は殺害そのものを自己目的とするもので、悪質性では保険金・身代金目的の殺人と変わらない。 |
| 殺人には、計画性が認められるものの、緻密で周到な計画に基づく犯行とはいい難いこと                 | 事件前に数々の準備をしていることに加え、犯行当日の朝、第三者からの目撃を恐れていったん犯行を思いとどまり、同日夜にAを待ち伏せて犯行におよんだことから、強固な殺害意思のもとに、高度の計画性に基づく犯行と評価すべき。 |
| Mが謝罪の言葉を述べており、人間性の一端がなお残っていると認められる点                            | Mの反省の情は皆無ではないにせよ、必ずしも十分とは言い難い。そもそも、このような被告人の主観的事情は過度に重視すべきでない。 |

そして以上の点から、「死刑は、真にやむを得ない場合における究極の刑罰であり、その適用が慎重に行われなければならないことは当然であり、当裁判所もそのような観点から熟慮を重ねたが、前述したすべての情状に照らすと、その罪責は誠に重大であって、罪刑の均衡の見地からも一般予防の見地からも、被告人に対しては死刑をもって臨むのもやむを得ないとの判断に至ったものであって、これと結論を異にする原判決は、〔前述の事項〕のほか、被告人の反省の情などを被告人に有利な情状として過度に斟酌したためその量刑を誤ったものといわざるを得ない。」と結論づけた。
判決における事実認定が同一にも拘らず、無期懲役の第一審判決が控訴審で破棄され、逆転死刑判決が言い渡された事例は、当時としては異例だった。弁護人は同判決を不服として、同年3月8日付で最高裁判所へ上告した。

### 上告審
上告審の事件番号は、平成12年(あ)第425号で、審理は最高裁判所第二小法廷に係属した。審理を担当した最高裁判事は、滝井繁男裁判長と、福田博・北川弘治・津野修の4名である。弁護人の久保貢は上告趣意書で、死刑制度が日本国憲法第36条（公務員による拷問及び残虐な刑罰の禁止）、憲法第13条（生命・自由及び幸福追求権の保証）、憲法第31条（適正手続の保障）に違反する旨や、「永山判決」の判例に違反する旨、判決に影響をおよぼす事実誤認（殺意を抱いた時期や、殺害の計画性・意思の程度）、そして量刑不当（「永山判決」から1998年4月までの間に、1人に対する単純殺人で死刑が選択された事例は皆無であったこと）を主張し、原判決を破棄して無期懲役を言い渡すことを求めた。
2004年（平成16年）7月16日に上告審の公判（弁論）が開かれ、上告審は結審した。同日、弁護側は計画性や強固な殺意を否定した上で、「動機は単なる恨みであり、利欲的な動機はない」として、死刑判決を破棄するよう求めた。一方、検察官は「強固な殺意は明らかで、被害者1人で死刑が確定した他の事案と比べても、勝るとも劣らない非道な犯行」「報復殺人は、犯罪を助長させ、治安の根幹を揺るがせかねない」と主張し、上告棄却を求めた。その後、裁判長を務めた滝井は「Mを目の前でよく見ている1審の判断は重い」と感じ、「死刑以外の選択肢はないのか」とも考えていたが、最終的には上告棄却の結論を出し、「もう後戻りできない」と考えながらも判決文に署名した。
同年10月13日の上告審判決公判で、最高裁第二小法廷（滝井繁男裁判長）はM側の上告を棄却する判決を言い渡した。同小法廷は死刑制度が違憲であるとする旨の弁護人の主張を、1948年3月12日の大法廷判決を根拠に退け、それ以外の論旨も「実質は事実誤認、量刑不当の主張であって、適法な上告理由に当たらない。」と排斥。動機の悪質性や、高度な計画性・強固な殺意に基づく犯行であることなどを理由に、「被告人の罪責は誠に重大であり、無期懲役の第1審判決を破棄して被告人を死刑に処した原判断は、やむを得ないものとして当裁判所もこれを是認せざるを得ない。」と結論づけた。Mは同判決を不服として、第二小法廷に判決訂正申立をなしたが、それも同年11月10日付の決定で棄却され、同日付、もしくは11日付で死刑が確定した。

## 死刑執行
死刑囚（死刑確定者）となったMは2008年（平成20年）2月1日、鳩山邦夫法務大臣が発した死刑執行命令により、収監先の東京拘置所で死刑を執行された（65歳没）。死刑確定から執行までの期間は3年2か月だった。同日には、大阪・福岡の両拘置所でも、それぞれ死刑囚1人の刑が執行されている。

## 評価
刑法学者の前田雅英は、永山判決（1983年7月8日）以降の日本における死刑判断に影響していた因子を考察し、身代金目的誘拐殺人を「現代の日本において最も卑劣な行為の一つとされ、原則として死刑が相当だと考えられやすい類型」、生命保険金目的での殺人を「同じく厳しい非難が向けられるもの」「ただ、その死刑を導く程度は、身代金目的の場合と比較すると決定的なものではなく」と位置づけた上で、本事件における「被害者に対する逆恨み」という犯行動機については、「身代金目的の場合と保険金獲得目的の中間的なものといえようが、どちらかといえば前者に近いものといえるようにも思われる」と評している。
日本被害者学会の理事を務めていた諸澤英道は、死刑を回避した第一審判決を「被害者の人権への認識が甘い判決」と批判し、「被害者や証言者に対する報復は、司法制度の挑戦」と控訴を支持する意見を表明していた。その後、死刑を適用した控訴審判決について、犯罪学者の菊田幸一は「このようなケースでの死刑判決は極めて異例だ。社会的な風潮や背景に同調し流された短絡的なもの」と批判的な見解を述べた一方、元最高検察庁検事の土本武司は「死亡被害者が複数でないと死刑にならない風潮で、一人でも適用できることを示したこと、さらに、自白や反省を過大評価せず、強盗殺人のような利欲的動機でないケースでも死刑としたことは注目に値する。この判決は高く評価できる」と述べていた。
小林直美 (2014) は、「女性被害者がマスメディアによって報道被害を受けた事例」の1つに本事件を挙げ、「この事件に対し、新聞報道では被害者の女性の落ち度を問うた。」と指摘している。

## 事件後
作家の辻原登は、「男はみな何らかの暴力性を抱えていて、それに執拗さとか妄想とか嫉妬が加わったら、誰でもこの犯人みたいになり得るな」と感じ、本事件の報道記事などを収集し、法曹関係の友人を通じて裁判記録なども入手していた。その後、ストーカー殺人が頻発する情勢を受けて、「〔男からの〕暴力に屈しない女性を徹底的に描いてみたい」と考え、本事件を題材にした長編小説『寂しい丘で狩りをする』を執筆した。

### 同種事件
同年5月には岩手県盛岡市で、女性への暴行事件で服役した男が、女性の殺害方法を書いたメモや刃物を自宅に隠し持っていたとして、殺人予備容疑で逮捕されるという事件が発生している。また、諸澤英道は自著で、本事件と同じく犯人が被害者を一方的に逆恨みして殺害した事件として、岡村勲弁護士夫人殺害事件（1997年10月10日発生）、長崎市長射殺事件（2007年4月17日）、新橋ストーカー殺人事件（2009年8月3日発生）を挙げ、この種の逆恨み事件を「刑事司法制度に対する挑戦とも思える事件」と位置づけ、厳罰に処す必要性とともに、被害者が再び被害を受けないようなシステムを行政が構成することが必要という旨を述べている。

### 被害者保護の施策
1997年に警察庁が調査したところ、被害者へのお礼参り目的や、被害者の恐怖感に乗じて同一人物を襲う「再被害事件」は、過去10年間に38件発生し、41人が被害を受けていたことが判明している。それらの報復事件の加害者46人は、全員が男で、被害者は男性27人・女性14人だった。加害者が常習犯罪者（前科・前歴5回以上）や、暴力団関係者に該当する事件の割合は、それぞれ全事件の90％弱、65％（25件）に上っていた。動機のうち約57％（22件）は本事件と同じく、逮捕されたことへの報復で、「犯行の対象として容易」という理由も約28％（11件）に上った。
事件後、「もしAがMの出所を知らされていれば殺されることはなかったのではないか」という声が上がった。また、事件を契機に「過去の犯罪被害者に対し、加害者の出所などに関する情報を連絡する制度を充実させてもよいのではないか」という声が上がり始め、事件を重視した警察庁は同年9月29日、各都道府県警察に対し、所轄警察署が殺人・性被害などを摘発した場合、報復犯罪が発生する恐れがある場合は、その事件を各警察本部に登録し、被害者への警戒活動を行うとともに、必要な場合は事前に出所時期を通知するという方針を支持した。これは、警察庁が逆恨み犯罪に対し、初めて打ち出した組織的対策だった。また、検察庁は1999年4月から、事件の処分結果を被害者に連絡する「被害者通知制度」を開始したが、この時点ではまだ出所情報の提供はされなかった。
法務省も同様の制度について検討を進め、2001年（平成13年）3月からは、各地方検察庁で、事件の被害者や目撃者に対し、加害者が刑務所を出所したことを通知する制度を導入することとなった。同制度は、出所情報の通知を希望する被害者からの申請を前提に、検察庁が法務省の通達に従い、刑務所・保護観察所の情報を得て被害者に通知するもので、加害者の実刑判決確定後、希望する事件の被害者・目撃者に対し、懲役刑などの終了予定時期（年月）などを通知するというものだった。しかし、この段階では提供する情報は出所した事実のみに限定され、再被害の可能性が高い場合を除き、出所時期の事前通知や、加害者の出所後の住所の通知はされない方針だった。また、受刑者ではない少年院収容者の退院も適用の対象外とされた。
その後、法務省は同年7月31日に同制度を拡充。同年10月1日以降、犯罪動機・加害者の言動などから、検察官が「被害者との接触を避けることが必要」と判断した場合、被害者本人やその親族だけでなく、事件の目撃者・弁護士に対しても、必要に応じて加害者の出所予定時期・居住地をそれぞれ事前に通知する制度（出所情報通知制度）に改めることを決めた。警察庁も同日、出所情報に基づき、警察本部が組織的に再被害発生を防止する対策を取る「再被害防止要綱」を制定した。同制度の利用件数は2002年（平成14年）時点で125件だったが、2003年（平成15年）時点では250件と利用が倍増した。

### 被害者Aの遺族・関係者
生前のAと親しかった弁護士の中島通子は事件後、遺族の代理人として各新聞社にプライバシーの保護を訴え、取材を拒否していたが、第一審判決後に「このまま風化させていいのか」と神足裕司らの取材に応じた際、逆恨みという動機が「保険金や身代金など金銭目当てでない」として、死刑回避の理由の1つとなったことについて強い不満を表明していた。また、事件から1年となる1998年4月18日には、「東京ウィメンズプラザ」（東京都渋谷区）でAの友人ら約100人がAを偲んで「わたしたちは忘れない わたしたちは許さない 女性への暴力」という集会を開催したが、同集会に出席した中島は、日本には当時、犯罪被害者を守る法的措置が犯罪被害給付制度しかなかったことを指摘した上で、落ち度を責められるなどの『セカンドレイプ』から被害者を守るための施策として、犯罪被害者救済法や性暴力禁止法などの制定、マスコミによる人権侵害の禁止、サポートセンターの設立などを提言している。また、同集会に出席したヤンソン柳沢由実子（評論家）は、本事件を「女性に対する暴力の普遍的な問題」と位置づけた上で、今後の対策として「性暴力は、性という手段を使った一方的な襲撃。身近な人に相談されたときは訴えた人の話を信じ、終始一貫して支持することが大切」「泣き寝入りしたくない女性は、裁判などの知識を得たり、住所、職場を変えたりなどの対策も必要」と訴えた。
Aの弟（埼玉県在住）は事件後、「犯罪被害者の人権を考える」という特集記事を執筆するため、全国各地で犯罪被害者やその家族からの取材を行っていた『西日本新聞』（西日本新聞社）の記者に対し、「まだ気持ちの整理ができず、仕事にもやっとの思いで出ている状態」と明かした上で、以下のような手紙（弁護士代筆）を送っている。
その後、彼は代理人の中島を通じて、「遺族に一言の謝罪もなく、弁護士にうながされるまま発した口先だけの言葉を判決の中で『謝罪』と言われてもとうてい納得できず、遺族全員が強い怒りを持っています」というコメントを出している。